# Éver Banega
Éver Maximiliano David Banega, né le 29 juin 1988 à Rosario, dans la province de Santa Fe en Argentine, est un footballeur international argentin évoluant au poste de milieu de terrain aux Newell's Old Boys.

## Biographie

### Boca Juniors (2000-2008)
Éver Banega commence sa carrière au CA Boca Juniors, avant d'être transféré en janvier 2008 au club espagnol de Valence pour un montant de 17M€.

### Valence CF (2008-2014)

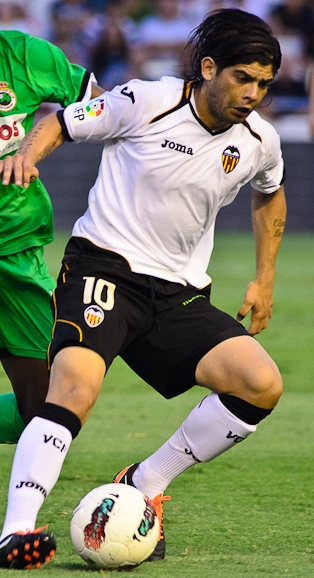
Éver Banega sous le maillot du Valence C.F. en 2011.

Il dispute son premier match avec Valence le 13 janvier 2008, lors d'une rencontre de championnat face à l'Atlético de Madrid.
Après le départ de Juan Mata pour Chelsea en août 2011, l'Argentin se voit récupérer le numéro 10 laissé par Mata. Il devient l'une des pièces maîtresses de la formation d'Unai Emery. Il ne tarde pas à confirmer et prolonge son contrat jusqu'au 30 juin 2015 en faveur des ché et assure vouloir tout faire pour pouvoir gagner un titre avec Valence. Sa clause libératoire est alors estimée à 30 millions d'euros. Juste avant le match contre le FC Barcelone perdu 5-1, il se blesse gravement au tibia. En effet, le milieu de terrain de Valence a été écrasé par sa propre voiture alors qu’il était en train de mettre de l’essence. Banega avait oublié de serrer le frein à main, et, alors qu’il tenait le tuyau d’essence, son véhicule a reculé, ce qui a brisé le tibia de sa jambe gauche. Le bilan est très lourd, et son indisponibilité est estimée à six mois, et sa saison terminée.

### Atlético de Madrid (2008-2009)
Au mercato d'été 2008, le joueur se voit prêté pour une saison à l'Atlético de Madrid.
Lors de son retour de prêt de l'Atlético vers la maison Ché durant la saison 2009/2010, Banega expose tout son talent, il réalise une saison de grande classe, s'adjugeant la place de titulaire au poste de milieu relayeur en lieu et place de Baraja. En juillet 2011, une photo de lui prise en Argentine avec ses frères déclenche une polémique au sein du club Ché. En effet Ever porte le maillot du Real Madrid. Ever est alors convoqué en conférence de presse pour s'expliquer. Après cette affaire, Ever est annoncé dans différents clubs, tels que l'Inter Milan, la Juventus, l'Olympique de Marseille ou encore Chelsea.

### Newell's Old Boys (2014)
En janvier 2014, il est prêté au club argentin de Newell's Old Boys.

### Séville FC (2014-2016)
Le 17 août 2014, il s'engage officiellement avec le FC Séville, club avec lequel il remporte la Ligue Europa en 2015 et en 2016. Il est pressenti pour suivre son entraîneur Unai Emery au Paris Saint Germain à l'été 2016. Cependant, différents médias l'envoient à l'Inter Milan, où il a signé un pré-contrat après avoir exécuté une clause de son contrat lui permettant de racheter la dernière année de son contrat au FC Séville.

### Inter Milan (2016-2017)
Éver Banega signe son contrat avec l'Inter Milan après la Copa America 2016.
Le 6 juillet 2016 il s'engage officiellement en faveur de l'Inter Milan.
Le début de saison est compliqué pour lui et le club : il marque son premier but quatre mois après son arrivée contre l'AS Roma le 2 octobre 2016. Quelques mois plus tard, à la suite de la destitution du poste d’entraîneur de Frank de Boer, manager de l'Inter depuis début août, le nouvel entraîneur de l'Inter Stephano Pioli fait de Banega un titulaire dans l’entre-jeu intériste, plutôt en position de numéro 10. Banega retrouve alors son niveau d'antan. Ses performances sont remarquables vers la fin de 2016 , début 2017. Il enchaîne les titularisations, les passes décisives et les buts.
Le moment d'apothéose de sa saison et même de son histoire italienne s'effectue en mars où l'Inter effectue son meilleur rythme depuis le début de la saison. Deux victoires 5-1;7-1 d'affilée où Ever signe de terribles performances: il est impliqué dans 8 des 12 buts intéristes avec 4 buts et 4 passes décisives
L'une de ses plus belles performance en match est donc lors de cette victoire 7-1, qui s'est produite lors de la 27e journée de Serie A, contre l'Atalanta. Ce jour-là, l'inter l'emporte sur le score de 7-1 avec à la clé un triplé de Icardi et de Banega. Ever met un coup franc somptueux dans les 25 dernières minutes et offre deux autres passes décisives. Il est élu homme du match.
Banega a réalisé globalement une bonne saison, si on se réfère aux 28 matchs joués. La fin de saison a été très compliquée pour l'Inter et donc aussi pour Banega. Malgré son talent, son très bon apport offensif et sa classe sur le terrain, les entraîneurs qui se succèdent à partir d'avril (Pioli, Vechi) préfère Brozovic, Kondogbia ou encore gagliardini à son poste. Cette situation, ainsi que le fair-play financier (l'Inter avait l'obligation d'acquérir dans ses actions 30 millions d'euros avant le 30 juin sous peine de sanction) poussent Banega vers la sortie.

### Retour au Séville FC (2017-2020)
Le 3 juillet 2017, il retourne à Séville, un an après son départ du club andalou. Il récupère le numéro 10 de Nasri et s'impose comme un titulaire de l'équipe.

### Départ en pays exotique (2020-2023)
Le 28 janvier 2020, il annonce via les réseaux sociaux son départ de Séville vers l'Arabie Saoudite et en particulier au sein du club d'Al-Shabab Riyad 

### En sélection

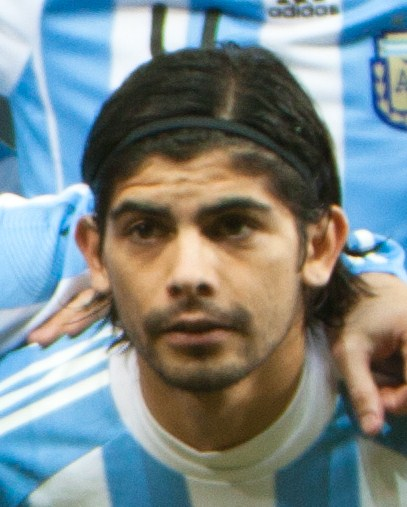
Éver Banega sous le maillot argentin en 2011.

Ses 37 matchs et 2 buts lui permettent d'être sélectionné en équipe A d'Argentine sous les ordres de Diego Maradona. Pressenti pour représenter son pays durant la Coupe du monde en Afrique du Sud en 2010, le sélectionneur lui préfère Juan Sebastián Verón et Jonas.
Il marque son premier but en sélection lors d'un match comptant pour les éliminatoires de la Coupe du monde 2014, contre la Bolivie.

## Statistiques

### Statistiques détaillées
| Saison                | Club                      | Championnat           | Championnat | Championnat | Championnat | Coupe(s) nationale(s) | Coupe(s) nationale(s) | Coupe(s) nationale(s) | Supercoupe | Supercoupe | Supercoupe | Compétition(s) continentale(s) | Compétition(s) continentale(s) | Compétition(s) continentale(s) | Compétition(s) continentale(s) | Supercoupe UEFA | Supercoupe UEFA | Supercoupe UEFA | Coupe du monde des clubs | Coupe du monde des clubs | Coupe du monde des clubs | Argentine | Argentine | Argentine | Total | Total | Total |
| Saison                | Club                      | Division              | M.          | B.          | P.d.        | M.                    | B.                    | P.d.                  | M.         | B.         | P.d.       | Comp.                          | M.                             | B.                             | P.d.                           | M.              | B.              | P.d.            | M.                       | B.                       | P.d.                     | M.        | B.        | P.d.      | M.    | B.    | P.d.  |
| 2006-2007             | Boca Juniors              | Primera División      | 14          | 0           | 0           | -                     | -                     | -                     | -          | -          | -          | CL                             | 14                             | 0                              | 0                              | -               | -               | -               | -                        | -                        | -                        | -         | -         | -         | 28    | 0     | 0     |
| 2007-2008             | Boca Juniors              | Primera División      | 14          | 0           | 2           | -                     | -                     | -                     | -          | -          | -          | -                              | -                              | -                              | -                              | -               | -               | -               | 2                        | 0                        | 0                        | -         | -         | -         | 16    | 0     | 2     |
| Sous-total            | Sous-total                | Sous-total            | 28          | 0           | 2           | -                     | -                     | -                     | -          | -          | -          | -                              | 14                             | 0                              | 0                              | -               | -               | -               | 2                        | 0                        | 0                        | -         | -         | -         | 44    | 0     | 2     |
| 2007-2008             | Valence CF                | Liga                  | 13          | 0           | 1           | 2                     | 0                     | 0                     | -          | -          | -          | -                              | -                              | -                              | -                              | -               | -               | -               | -                        | -                        | -                        | 2         | 0         | 0         | 17    | 0     | 1     |
| 2009-2010             | Valence CF                | Liga                  | 36          | 2           | 8           | 2                     | 0                     | 1                     | -          | -          | -          | C3                             | 9                              | 0                              | 2                              | -               | -               | -               | -                        | -                        | -                        | -         | -         | -         | 47    | 2     | 11    |
| 2010-2011             | Valence CF                | Liga                  | 28          | 2           | 4           | 2                     | 1                     | 0                     | -          | -          | -          | C1                             | 4                              | 0                              | 0                              | -               | -               | -               | -                        | -                        | -                        | 9         | 0         | 0         | 43    | 3     | 4     |
| 2011-2012             | Valence CF                | Liga                  | 13          | 0           | 1           | 8                     | 1                     | 0                     | -          | -          | -          | C1                             | 4                              | 0                              | 0                              | -               | -               | -               | -                        | -                        | -                        | 3         | 0         | 0         | 28    | 1     | 1     |
| 2012-2013             | Valence CF                | Liga                  | 29          | 4           | 4           | 6                     | 0                     | 2                     | -          | -          | -          | C1                             | 5                              | 0                              | 1                              | -               | -               | -               | -                        | -                        | -                        | 5         | 1         | 1         | 45    | 5     | 8     |
| 2013-2014             | Valence CF                | Liga                  | 18          | 1           | 3           | 2                     | 0                     | 0                     | -          | -          | -          | C3                             | 2                              | 0                              | 1                              | -               | -               | -               | -                        | -                        | -                        | 5         | 1         | 1         | 27    | 2     | 5     |
| Sous-total            | Sous-total                | Sous-total            | 136         | 9           | 21          | 25                    | 2                     | 3                     | -          | -          | -          | -                              | 24                             | 0                              | 4                              | -               | -               | -               | -                        | -                        | -                        | 24        | 2         | 2         | 209   | 13    | 30    |
| 2008-2009             | Atlético de Madrid (prêt) | Liga                  | 24          | 1           | 0           | 4                     | 0                     | 0                     | -          | -          | -          | C1                             | 3                              | 0                              | 0                              | -               | -               | -               | -                        | -                        | -                        | -         | -         | -         | 31    | 1     | 0     |
| 2013-2014             | Newell's Old Boys (prêt)  | Primera División      | 14          | 1           | 1           | -                     | -                     | -                     | -          | -          | -          | CL                             | 6                              | 0                              | 0                              | -               | -               | -               | -                        | -                        | -                        | -         | -         | -         | 20    | 1     | 1     |
| Sous-total            | Sous-total                | Sous-total            | 38          | 2           | 1           | 4                     | 0                     | 0                     | -          | -          | -          | -                              | 9                              | 0                              | 0                              | -               | -               | -               | -                        | -                        | -                        | -         | -         | -         | 51    | 2     | 1     |
| 2014-2015             | Séville FC                | Liga                  | 34          | 3           | 3           | 3                     | 0                     | 0                     | -          | -          | -          | C3                             | 12                             | 0                              | 1                              | -               | -               | -               | -                        | -                        | -                        | 10        | 1         | 2         | 59    | 4     | 6     |
| 2015-2016             | Séville FC                | Liga                  | 25          | 5           | 2           | 6                     | 1                     | 3                     | -          | -          | -          | C1+C3                          | 5+8                            | 2+0                            | 0+1                            | 1               | 1               | 0               | -                        | -                        | -                        | 13        | 1         | 1         | 58    | 10    | 7     |
| Sous-total            | Sous-total                | Sous-total            | 59          | 8           | 5           | 9                     | 1                     | 3                     | -          | -          | -          | -                              | 25                             | 2                              | 2                              | 1               | 1               | 0               | -                        | -                        | -                        | 23        | 2         | 3         | 117   | 14    | 13    |
| 2016-2017             | Inter Milan               | Serie A               | 28          | 6           | 6           | 1                     | 0                     | 0                     | -          | -          | -          | C3                             | 4                              | 0                              | 0                              | -               | -               | -               | -                        | -                        | -                        | 8         | 0         | 0         | 41    | 6     | 6     |
| Sous-total            | Sous-total                | Sous-total            | 28          | 6           | 6           | 1                     | 0                     | 0                     | -          | -          | -          | -                              | 4                              | 0                              | 0                              | -               | -               | -               | -                        | -                        | -                        | 8         | 0         | 0         | 41    | 6     | 6     |
| 2017-2018             | Séville FC                | Liga                  | 31          | 3           | 3           | 8                     | 1                     | 1                     | -          | -          | -          | C1                             | 11                             | 1                              | 2                              | -               | -               | -               | -                        | -                        | -                        | 10        | 2         | 3         | 60    | 7     | 9     |
| 2018-2019             | Séville FC                | Liga                  | 32          | 3           | 4           | 5                     | 0                     | 1                     | 1          | 0          | 0          | C3                             | 13                             | 5                              | 2                              | -               | -               | -               | -                        | -                        | -                        | -         | -         | -         | 51    | 8     | 7     |
| 2019-2020             | Séville FC                | Liga                  | 33          | 3           | 7           | 3                     | 0                     | 0                     | -          | -          | -          | C3                             | 6                              | 0                              | 3                              | -               | -               | -               | -                        | -                        | -                        | -         | -         | -         | 42    | 3     | 10    |
| Sous-total            | Sous-total                | Sous-total            | 96          | 9           | 16          | 16                    | 1                     | 2                     | 1          | 0          | 0          | -                              | 30                             | 6                              | 5                              | -               | -               | -               | -                        | -                        | -                        | 10        | 2         | 3         | 153   | 18    | 26    |
| Total sur la carrière | Total sur la carrière     | Total sur la carrière | 385         | 34          | 48          | 55                    | 4                     | 8                     | 1          | 0          | 0          | -                              | 106                            | 5                              | 13                             | 1               | 1               | 0               | 2                        | 0                        | 0                        | 65        | 6         | 8         | 615   | 50    | 77    |

### Buts internationaux
| Buts en sélection de Éver Banega | Buts en sélection de Éver Banega | Buts en sélection de Éver Banega        | Buts en sélection de Éver Banega | Buts en sélection de Éver Banega | Buts en sélection de Éver Banega | Buts en sélection de Éver Banega  |
| #                                | Date                             | Lieu                                    | Adversaire                       | Score                            | Résultats                        | Compétitions                      |
| -------------------------------- | -------------------------------- | --------------------------------------- | -------------------------------- | -------------------------------- | -------------------------------- | --------------------------------- |
| 1                                | 26 mars 2013                     | Estadio Hernando Siles, La Paz, Bolivie | Bolivie                          | 1-1                              | 1-1                              | Éliminatoires Coupe du monde 2014 |
| 2                                | 14 août 2013                     | Stadio Olimpico, Rome, Italie           | Italie                           | 0-2                              | 2-1                              | Match amical                      |
| 3                                | 14 octobre 2014                  | Hong Kong Stadium, So Kon Po, Hong Kong | Hong Kong                        | 0-1                              | 7-0                              | Match amical                      |
| 4                                | 7 juin 2016                      | Levi's Stadium, Santa Clara, États-Unis | Chili                            | 2-0                              | 2-1                              | Copa América Centenario           |
| 5                                | 14 novembre 2017                 | Stade FK Krasnodar, Krasnodar, Russie   | Nigeria                          | 1-0                              | 2-4                              | Match amical                      |
| 6                                | 23 mars 2018                     | Etihad Stadium, Manchester, Angleterre  | Italie                           | 1-0                              | 2-0                              | Match amical                      |

## Palmarès

### En équipe nationale
- Vainqueur de la Coupe du monde des moins de 20 ans en 2007 avec l'équipe d'Argentine U20.
- Médaille d'or aux Jeux olympiques d'été de 2008 avec l'équipe d'Argentine olympique.

### En club
- Vainqueur de la Copa Libertadores en 2007 avec Boca Juniors.
- Vainqueur de la Coupe d'Espagne en 2008 avec le Valence CF.
- Vainqueur de la Ligue Europa en 2015, 2016 et 2020 avec le Séville FC.

### Distinctions personnelles
- Élu « Homme du match » de la finale de Ligue Europa 2015.
- Nommé dans l'équipe type de la Ligue Europa en 2020.

## Vie personnelle
Avec son coéquipier en albiceleste Javier Pastore, il a fondé une association à but non lucratif baptisée « Soplo de Vida », soit « Souffle de Vie » pour aider des chiens en difficulté.